# In die perniciosum
In die perniciosum; in hebdomada utile; in mense necessarium ovvero  una volta al giorno è dannoso; una volta alla settimana è salutare, una volta al mese è necessario è il consiglio salutista offerto da Celso, noto medico ed erudito vissuto ai tempi dell'imperatore Tiberio, e riferito alla frequenza ottimale dei rapporti sessuali, secondo le convinzioni della medicina di quel tempo.